# 브루스 페어번
브루스 페어번(영어: Bruce Fairbairn, 1949년 12월 30일 ~ 1999년 5월 17일)은 캐나다 브리티시컬럼비아주 밴쿠버 출신의 음악가이자 음반 제작자였다. 1976년부터 1999년까지 프로듀서로 활동했으며, 당대 최고의 작품 중 하나로 꼽힌다.
그의 스타일은 역동적인 호른 편곡을 록 음악 제작에 도입한 것으로 유명했다. 페어번은 1999년 5월 17일 원인을 알 수 없는 이유로 갑작스럽게 세상을 떠났다.